# Windpferd Verlag
Die Windpferd Verlagsgesellschaft mbH ist ein deutscher Sachbuchverlag mit Sitz in Köln. Der Verlag ist auf Gesundheitsratgeber, alternative Heilmethoden, östliche Spiritualität und Esoterika spezialisiert.

## Geschichte
Gegründet wurde der direkte Vorläufer des Windpferd Verlags von Wolfgang Jünemann und Sylvia Luetjohann Anfang 1973 in Obernhain/Taunus als Iris Druck und Verlag. Aus rechtlichen Gründen erfolgte Ende der 1970er-Jahre mit dem Umzug nach Haldenwang im Allgäu eine Umbenennung in Irisiana Verlag, der 1982 an den Hugendubel-Verlag verkauft wurde und heute unter diesem Namen zu Random House gehört.
In der Anfangszeit wurden sowohl vergriffene klassische Texte verlegt als auch neue Themen in den deutschen Buchmarkt eingeführt. So erschienen beispielsweise bereits im Gründungsjahr in Kooperation mit dem Schweizer Origo Verlag eine Neuauflage der „Meditations-Sutras des Mahayana-Buddhismus“ und das Rosenkreuzer-Manifest „Die Chymische Hochzeit“  von Johann Valentin Andreae, ebenso wie Veröffentlichungen zu indigenen Kulturen, aber auch New-Age-Titel.
Ein Herzstück des Verlags bildete der von Wolfgang Jünemann herausgegebene Thangka-Kalender, der im Jahre 1975 zum ersten Mal und bis 2014 alljährlich wieder erschien. Nach Detlef Ingo Lauf war ab 1977 Chögyam Trungpa Rinpoche für mehrere Jahre Verfasser der sachkundigen Erläuterungen; es folgten Lokesh Chandra, Nathalie Bazin (Kuratorin des Pariser Musée Guimet) und weitere deutschsprachige Tibetologen wie Andrea Loseries-Leick. Außerdem erschien der Kalender in amerikanischer Lizenz bei Wisdom Publications und in französischer Lizenz bei Editions Medicis. Das Ehepaar Monika und Wolfgang Jünemann erwarb viele alte Originale der in den Kalendern reproduzierten Thangkas, die sich heute als Dauerleihgabe im Tibethaus Frankfurt befinden.
In Haldenwang, wo der Irisiana Verlag ab 1979 seinen Sitz hatte, wurde auch die Verlagsberatung Schneelöwe gegründet, die mehrere Jahre lang das Programm und die Produktion des Hamburger Papyrus Verlags betreute. Um wieder eigene Verlagsprojekte zu realisieren, wurde nach dem Verkauf von Irisiana an Hugendubel 1984 die Edition Schangrila gegründet. Waren zuvor bei Irisiana noch eher klassische Themen zu Heilkräutern und gesunder Ernährung publiziert worden, so gab es mit Schangrila nun einen unübersehbaren Sprung zu ganz neuen Themen: Neben umweltfreundlichen Titeln sind hier vor allem die Themen Aromatherapie und kalifornische Blütenessenzen, Ayurveda und chinesische Energiemedizin, Massage und Atemtherapie ebenso wie Numerologie und Reinkarnationsforschung zu nennen. 1989 wurde schließlich der Windpferd Verlag gegründet. Das Windpferd ist ein allegorisches Tier, das ursprünglich aus der schamanischen Tradition Zentralasiens stammt und im tibetischen Buddhismus als Symbol der menschlichen Seele gilt.
1990 zogen Wolfgang und Monika Jünemann nach Aitrang und nahmen Titel mit Themen wie Reiki und Chakren in ihr Verlagsprogramm auf. Unter anderem waren Autoren wie Bodo J. Baginski und Shalila Sharamon, Walter Lübeck und Frank Arjava Petter für den Verlag tätig. Die Lizenzen wurden in viele Länder verkauft. Zudem wurde unter dem Label Schneelöwe eine umfangreiche Musikproduktion realisiert; hier ist vor allem die Musikgruppe Merlin’s Magic zu nennen. Ab 1992 wurden die ersten Mitarbeiter fest eingestellt.
Bei Besuchen der BookExpo America wurden viele neue englischsprachige Titel in das Verlagsprogramm aufgenommen. Darunter Autoren wie Vasant Lad („Das große Ayurveda-Heilbuch“ und „Die Ayurveda-Pflanzenheilkunde“ mit David Frawley) und David Frawley („Vom Geist des Ayurveda“, „Das große Handbuch des Yoga und Ayurveda“).
2007 zog der Verlag nach Oberstdorf. Außer dem noch bis 2014 erscheinenden Thangka-Kalender wurden nun auch viele Bücher zum Buddhismus verlegt, unter anderem von Autoren wie Chögyam Trungpa, Namkhai Norbu, Thinley Norbu und Matthias Ennenbach.

## Gegenwart
Ab 2018 wurde der Verlagsitz von Oberstdorf wieder nach Aitrang zurückverlegt. Viele Autoren sind seit den 1990er Jahren beständig im Verlagsprogramm vertreten. So zum Beispiel die kanadischen Bestseller-Autorin Lise Bourbeau, die mit ihren Erfolgstiteln wie „Höre auf deinen besten Freund, deinen Körper“ oder „Heile die Wunden deiner Seele“ seit Mitte der 1990er-Jahre im deutschen Sprachraum vom Verlag vertreten wird.
Ab 2024 zieht der Verlag nach Köln um und wird unter neuer Leitung weitergeführt.